# Seltjarnarnesbær
Seltjarnarnesbær (wcześniej funkcjonowała również pod nazwami Seltjarnarneshreppur i Seltjarnarneskaupstaður) – gmina w południowo-zachodniej Islandii, położona na płaskim półwyspie Seltjarnarnes (najwyższy punkt ma wysokość 30 m n.p.m.), wcinającym się w Zatokę Faxa. Położona jest na zachód od stolicy kraju Reykjavíku, z którą tworzy ciągły, zurbanizowany obszar tworzący Wielki Reykjavík. Gmina wchodzi w skład regionu stołecznego Höfuðborgarsvæðið.

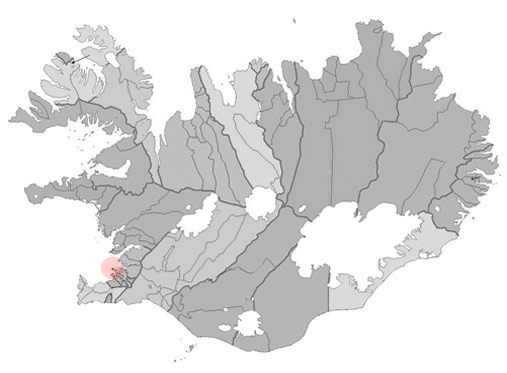
Położenie gminy Seltjarnarnesbær na mapie administracyjnej kraju

Na początku 2018 roku zamieszkiwało ją 4575 osób, z tego wszyscy w jedynej miejscowości gminy Seltjarnarnes. W ciągu ostatnich 20 lat liczba ludności utrzymywała się na podobnym poziomie.